# Klara Honegger
Klara Honegger (Zürich, 29 mei 1860 - aldaar, 11 april 1940) was een Zwitserse feministe en pacifiste.

## Biografie
Klara Honegger was een dochter van Kaspar Honegger en Rosalia Hasler. Hoewel ze aanvankelijk actief was in de moraliteitsbeweging, zou ze al gauw opkomen voor gelijke rechten tussen mannen en vrouwen. In 1896 was ze medeoprichtster en van 1903 tot 1911 ook voorzitster van de Union für Frauenbestrebungen Zürich. Van 1904 tot 1921 was ze redactrice van het vrouwenblad Frauenbestrebungen. In 1909 was ze medeoprichtster van het Schweizerischer Verband für Frauenstimmrecht. Vanaf 1905 was ze tevens bestuurster en vervolgens van 1911 tot 1916 voorzitster van Bund Schweizerischer Frauenvereine. Daarnaast was ze lid van de Zürcher Frauenzentrale en was ze vanaf 1933 ook actief binnen Frau und Demokratie.
Honegger stond dicht bij het christelijk socialisme en sloot zich in 1915 als pacifiste aan bij de Union mondiale de la femme pour la concorde internationale. Ze was ook een van de stichtende leden van de Zwitserse afdeling van de Women's International League for Peace and Freedom en was verder ook nog aangesloten bij de Schweizerische Zentralstelle für Friedensarbeit.
Tot het einde van haar leven zette ze zich in voor de vrouwenbeweging.